# فرودگاه نیروی هوایی سلطنتی ماچریهانیش
فرودگاه نیروی هوایی سلطنتی ماچریهانیش (به انگلیسی: RAF Machrihanish) (به زبان بومی: RAF Machrihanish) یک فرودگاه نظامی و همگانی حمل و نقل با کد یاتا CAL است که یک باند فرود آسفالت دارد و طول باند آن ۳۰۴۹ متر است. این فرودگاه در کشور اسکاتلند قرار دارد و در ارتفاع ۱۳ متری از سطح دریا واقع شده است.